# وادی حلفا
وادی حلفا (به عربی: وادی حلفا) یک شهر در سودان است که در شمالیه واقع شده‌است.

## خصوصیات
وادی حلفا ۱۵٬۷۲۵ نفر جمعیت دارد.